# Одараву
Одараву (кінець XVII ст) — 15-й алаафін (володар) держави Ойо.

## Життєпис
Син алаафіна Аджагбо. Панував нетривалий час. за легендою мав погану вдачу та гарячий темперамент. Наказав знищити місто Оджо-сегі за те, що місцевий торгівець, не впізнавши алаафіна, вдарив його, оскільки вирішив, що той злодій. У відповідь ойо-месі (вища рада держава) усунула від влади Одараву, якому наказала вчинити самогубство. Це був перший подібний випадок. Можливо тут відбився факт протистояння знаті та сановників абсолютистським амбіціям Одараву.
Трон отримав брат або інший родич Канран.